# Западный (Башкортостан)
Западный (баш. Западный) — деревня в Благоварском районе Республики Башкортостан.

## Название
Изначальное название: Барвенковка. Деревне в 1900 году дали переселенцы из с. Барвенкова (Малороссия), а после проведённой коллективизации её переименовали в Западное. Это название происходит от деления на Восточное и Западное отделения совхоза им. БашЦИК.

## История
Основана украинскими крестьянами, переселившимися из с. Барвенкова (Малороссия). Среди переселенцев известны такие фамилии, как Чикота, Погасий, Тымченко, Ткаченко. Всего переселилось около 20 дворов. Целинные земли были выкуплены у помещика Николая Базилевского. Инициатором переселения являлся Чикота Михаил Петрович (1878—1920), который впоследствии был избран церковным старостой. В ЦГИА РБ имеются сведения о Барвенковском товариществе, датируемые 1899 годом. В 1912 году население составляло 141 человек (70 мужчин, 71 женщина), а в 1920 году — 166 человек. Вокруг деревни появляются новые поселения: хутора Чикота Лаврентия (родной брат Чикоты Михаила Петровича, служил в лейб-гвардии), Гессона, Васильцовка. В период коллективизации многие крестьяне были репрессированы, но впоследствии реабилитированы.
В 1934 году село включено в состав зерносовхоза им. БашЦИК как Западное отделение (в 1939 году здесь проживали 135 человек), затем отделение входило в состав совхозов «Благоварский», «Мир». В 1990 году создан совхоз «Восток», который объединил земли деревень Западное и Восточное. Совхоз просуществовал 17 лет. В 2007 году хозяйство совхоза обеднело и развалилось.

## Население
| 2002 | 2009 | 2010 |
| ---- | ---- | ---- |
| 232  | ↗250 | ↗256 |

Согласно переписи 2002 года, преобладающая национальность — башкиры (67 %), русские (19 %).

## Географическое положение
Деревня Западное находится в междуречье рек Табулдак и Кармасан. Проселочная дорога соединяет деревню с дорогой Кашкалаши — Янышево, которая соединяется, в свою очередь, с трассой М-5 «Урал».

## Инфраструктура
В деревне Западный действуют сельский клуб и начальная общеобразовательная школа (филиал МБОУ СОШ с. Кашкалаши).

## Улицы

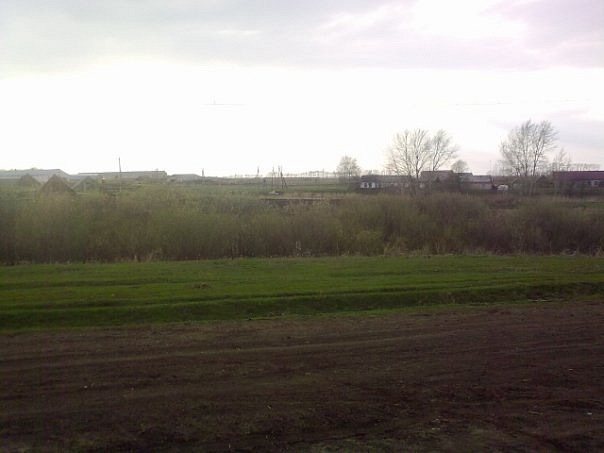
Улица Школьная

- Дорожная,
- Зелёная,
- Озёрная,
- Полевая,
- Роберта Геслера,
- Центральная,
- Школьная,

## Достопримечательности
- При школе действует краеведческий музей.
- Обелиск героям Великой Отечественной войны.

## Известные уроженцы
- Гесслер, Роберт — старший корабельный старшина атомной подводной лодки К-141 «Курск».
- Чикота, Иван Яковлевич (1926—1993) — мастер по ремонту оборудования электрического цеха ТЭЦ Магнитогорского металлургического комбината, ветеран Магнитки (1981). Награждён орденами Трудового Красного Знамени (1971) и Дружбы Народов (1981), медалями.